# La lista (singolo)
La lista è un singolo del cantante italiano Renato Zero pubblicato nel 2016 come terzo e ultimo singolo dell'album Alt.

## Il brano
Il brano è uscito il 19 settembre 2016, due giorni dopo il concerto trasmesso su Rai 1 (tenutosi all'Arena di Verona dal 1° al 3 giugno 2016) in seguito pubblicato nel cofanetto Arenà - Renato Zero si racconta uscito il 2 dicembre 2016.